# 스트로크 벨트

스트로크 벨트

스트로크 벨트(영어: Stroke Belt) 또는 뇌졸중 벨트는 미국의 지역을 구분하는 용어 중 하나로, 미국에서 뇌졸중 환자 비율이 높은 주를 가리킨다. 앨라배마주, 아칸소주, 조지아주, 인디애나주, 켄터키주, 루이지애나주, 미시시피주, 노스캐롤라이나주, 사우스캐롤라이나주, 테네시주, 버지니아주를 가리킨다.

## 같이 보기
- 뇌졸중